# Siderazot
Siderazot ist ein sehr selten vorkommendes Mineral aus der Mineralklasse der „Elemente“ mit der chemischen Zusammensetzung Fe3N1,33 und damit chemisch gesehen ein Eisennitrid, genauer Trieisennitrid.
Siderazot kristallisiert im hexagonalen Kristallsystem und findet sich überwiegend in Form sehr dünner Krusten auf Lava. Das Mineral ist in jeder Form unsichtbar (opak) und zeigt auf den Oberflächen der silberweißen Krusten einen metallischen Glanz.
Siderazot ist das bisher einzige bekannte Mineral aus der Stoffgruppe der Nitride mit terrestrischem Ursprung (Stand 2021).

## Etymologie und Geschichte
Entdeckt wurde Siderazot erstmals am Vulkan Ätna, genauer an dessen Fumarolen, auf der italienischen Insel Sizilien. Die Analyse und Erstbeschreibung erfolgte 1876 durch Orazio Silvestri. Zur Benennung des Minerals schlug Silvestri die Bezeichnung Siderazot vor, ohne jedoch anzugeben, worauf sich diese Bezeichnung bezieht. Man kann jedoch davon ausgehen, dass sich der Name auf die Zusammensetzung des Minerals aus Eisen (altgriechisch σίδηρος sideros, siehe auch Siderit) und Stickstoff (französisch azote, zurückgehend auf altgriechisch ἄζωτος ázōtos für ‚lebensfeindlich‘) bezieht.
Das Typmaterial des Minerals wird im Natural History Museum in London aufbewahrt. Dabei handelt es sich um eine 1,23 g schwere und etwa 10 mm × 10 mm × 20 mm große, blasenförmige Lavaprobe, die Silvestri 1874 nach einem Ausbruch des Ätna gesammelt hatte. Die Sammlungsnummer der Holotyp-Probe ist allerdings nicht dokumentiert. Der Aufbewahrungsort des Typmaterials von Siderazot wird zudem nicht vom IMA-Typmineralkatalog bestätigt.
Siderazot war bereits lange vor der Gründung der International Mineralogical Association (IMA) bekannt und als eigenständige Mineralart anerkannt. Damit hätte Siderazot theoretisch den Status eines grandfathered Mineral. In der 2021 erfolgten Publikation Confirmation of siderazot, Fe3N1.33, the only terrestrial nitride mineral von Sebastian Bette, Thomas Theye, Heinz-Jürgen Bernhardt, William P. Clark und Rainer Niewa wurde die Struktur von Siderazot entschlüsselt und die Zusammensetzung anhand des Typmaterials neu definiert. Diese wurde von der IMA offiziell anerkannt, daher wird das Mineral seitdem in der „Liste der Minerale und Mineralnamen“ der IMA unter der Summenanerkennung „IMA 2021 s.p.“ (special procedure) geführt. Die seit 2021 ebenfalls von der IMA/CNMNC anerkannte Kurzbezeichnung (auch Mineral-Symbol) von Siderazot lautet „Saz“.

## Klassifikation
Bereits in der veralteten 8. Auflage der Mineralsystematik nach Strunz gehörte der Siderazot zur Mineralklasse der „Elemente“ und dort zur Abteilung „Metalle und intermetallische Legierungen (ohne Halbmetalle)“, wo er zusammen mit Chalypit, Cohenit, Osbornit, Perryit, Schreibersit und Tantalcarbid im Anhang der „Eisen-Kobalt-Nickel-Gruppe“ mit der Systemnummer I/A.04 zu finden ist.
Im zuletzt 2018 überarbeiteten und aktualisierten Lapis-Mineralienverzeichnis nach Stefan Weiß, das sich im Aufbau noch nach dieser alten Form der Systematik von Karl Hugo Strunz richtet, erhielt das Mineral die System- und Mineral-Nr. I/A.10-040. In der Lapis-Systematik entspricht dies ebenfalls der Abteilung „Metalle und intermetallische Verbindungen“, wo Siderazot zusammen mit Carlsbergit, Nierit, Osbornit, Qingsongit, Roaldit und Sinoit eine unbenannte Gruppe mit der Systemnummer I/A.10 bildet.
Die von der International Mineralogical Association (IMA) zuletzt 2009 aktualisierte 9. Auflage der Strunz’schen Mineralsystematik ordnet den hier noch als fraglich geltendes Mineral Siderazot in die Abteilung der „Metallische Kohlenstoff-, Stickstoff- und Phosphorverbindungen“ ein. Diese ist weiter unterteilt nach den zugehörigen Stoffgruppen, so dass das Mineral entsprechend seiner Zusammensetzung in der Unterabteilung „Nitride“ zu finden ist, wo es als einziges Mitglied eine unbenannte Gruppe mit der Systemnummer 1.BC.10 bildet.
In der vorwiegend im englischen Sprachraum gebräuchlichen Systematik der Minerale nach Dana hat Siderazot die System- und Mineralnummer 01.01.18.01. Dies entspricht ebenfalls der Klasse und gleichnamigen Abteilung „Elemente“, wo das Mineral zusammen mit Roaldit in einer unbenannte Gruppe mit der Systemnummer 01.01.18 innerhalb der Unterabteilung „Elemente: Metallische Elemente außer der Platingruppe“ zu finden ist.

## Kristallstruktur
Siderazot kristallisiert in der hexagonalen Raumgruppe P6322 (Raumgruppen-Nr. 182) mit den Gitterparametern a = 4,7527(1) Å und c = 4,4077(2) sowie zwei Formeleinheiten pro Elementarzelle.

## Bildung und Fundorte
Siderazot bildet sich als Resublimationsprodukt auf Lava. Mineral-Paragenesen sind bisher nicht bekannt.
Außer an seiner Typlokalität am den Fumarolen des Ätna auf Sizilien trat das Mineral in Italien noch an einigen Stellen am Monte Somma nahe Ercolano und Pollena Trocchia (Pollena-Steinbrüche). Weitere Vorkommen an den Fumarolen des Vesuvs am Golf von Neapel und am Vulkansystem Krýsuvík auf der Halbinsel Reykjanesskagi in Island gelten bisher als nicht bestätigt (Stand 2024).